# Errachi
 (mai 2025).

L'errachi est un feuilleté spécifique de Debdou, dans la région orientale du Maroc.
Il s'agit en fait d'un melaoui dont on découpe l'intérieur afin d'en faciliter la consommation et surtout de mettre son feuilletage en valeur.